# Жорж Ларак
Жорж Ларак (фр. Georges Laraque; народився 7 грудня 1976 у м. Монреалі, Квебек, Канада) — канадський хокеїст, правий нападник.  
Виступав за команди: «Гамільтон Бульдогс», «Едмонтон Ойлерс», АІК (Стокгольм), «Фінікс Койотс», «Піттсбург Пінгвінс», «Монреаль Канадієнс».
Родина
Син Маркус, брат Жюль-Еді та кузен Жан-Люк Гранд-П'єр теж хокеїсти.